# Vaseyochloa
Vaseyochloa is een geslacht uit de grassenfamilie (Poaceae). De soort van dit geslacht komt voor in Noord-Amerika.

## Soorten
De Catalogue of New World Grasses [14 april 2010] erkent de volgende soort: 
- Vaseyochloa multinervosa